# Georges Achille-Fould

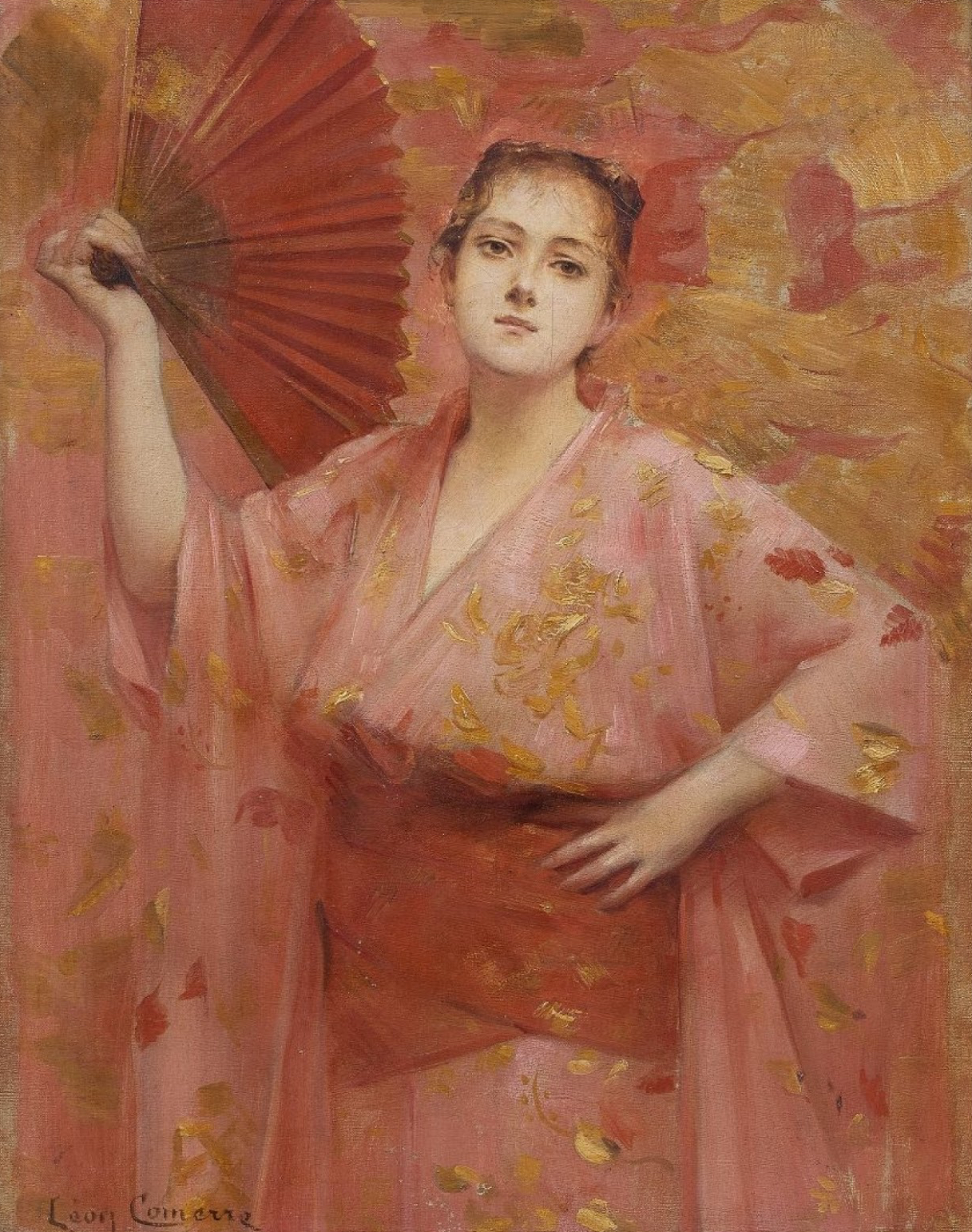
Georges Achille-Fould auf einem Gemälde von Léon-François Comerre

Georges Achille-Fould, eigentlich George-Achille Fould, (geboren am 24. August 1868 in Asnières-sur-Seine; gestorben am 24. August 1951 in Brüssel) war eine französische Malerin.

## Leben
Georges Achille-Fould kam als Tochter des Schriftstellers und Politikers Gustave Fould und seiner Frau Valérie in Asnières-sur-Seine zur Welt. Die Mutter war eine bekannte Schauspielerin, die als Valérie Simonin an Pariser Theatern wie dem Odéon oder der Comédie-Française auftrat. Darüber hinaus arbeitete sie als Bildhauerin unter dem Pseudonym Gustave Haller. Ihr Großvater war der Finanzminister Achille Fould, ihre Schwester war die Malerin Consuelo Fould. Nach dem Tod des Vaters hatte die Mutter eine Beziehung mit dem rumänischen Prinzen George Barbu Știrbei, der Georges Achille-Fould und ihre Schwester adoptierte. Știrbei ließ für sie die Villa Pavillon des Indes im Parc de Bécon von Courbevoie errichten, die sie als Wohnhaus und Atelier nutzte.

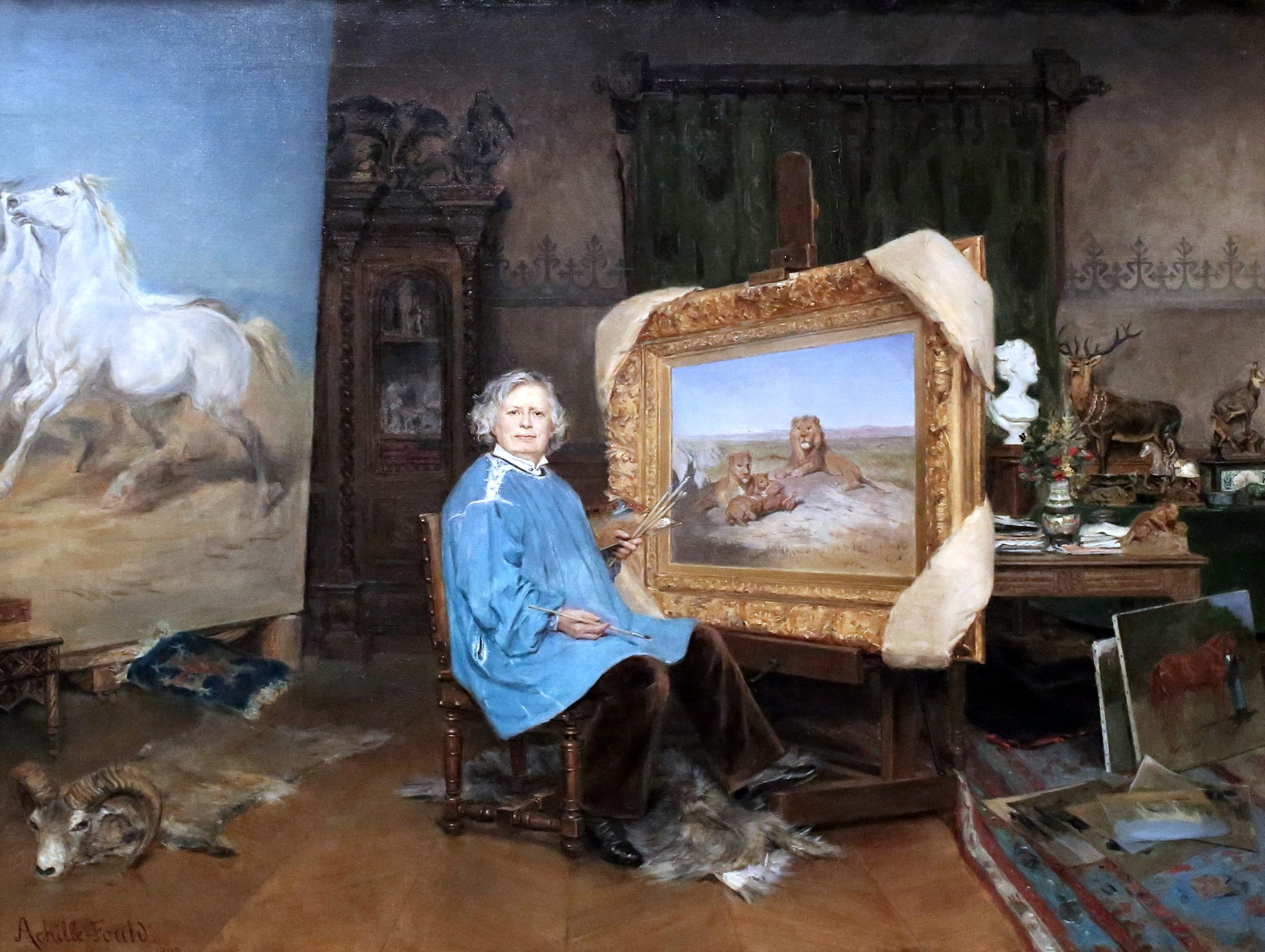
Rosa Bonheur dans son atelier, 1893

Wie ihre ältere Schwester studierte sie Malerei bei Léon Comerre und Antoine Vollon, später auch bei Albert Dawant. Zu ihren Hauptwerken gehören teils lebensgroße Darstellungen von Genreszenen in Kostümen des 16. bis 18. Jahrhunderts. Beispiele hierfür sind Les Joyeuses Commères de Windsor von 1898 oder Entrée solenelle de la duchesse de Montpensier à Orléan von 1906. Darüber hinaus schuf sie Porträts wie das 1893 entstandene Bildnis der Malerin Rosa Bonheur (Rosa Bonheur dans son atelier, Musée des Beaux-Arts de Bordeaux) oder Bild des Stiefvaters George Barbu Știrbei von 1936. Ihre Bilder signierte sie mit „Achille-Fould“.
Georges Achille-Fould war Mitglied der Künstlervereinigung Société des Artistes Français und stellte in deren Salon aus. Auf der Pariser Weltausstellung von 1900 erhielt sie als Auszeichnung eine Bronzemedaille. Zudem zeigte sie ihre Werke im Salon des Indépendants und auf den Ausstellungen der Union des femmes peintres et sculpteurs.